# Ploceus ocularis
El tejedor de anteojos o tejedor moteado (Ploceus ocularis) es una especie de ave paseriforme de la familia Ploceidae nativa de África.

## Distribución y hábitat
Se encuentra ampliamente distribuido en los bosques, los bordes de los bosques y jardines de África Oriental, Central y del Sur, pero está ausente de las regiones más áridas (como el Karoo) y la densa selva primaria. Esta especie frecuentemente se reproduce en parejas solitarias, ambos sexos son de color amarillo brillante, tienen la parte posterior de oliva amarillento, «anteojos» negros y ojos claros. El macho tiene la garganta negra.

## Subespecies
Se reconocen cinco subespecies:
- P. o. brevior Lawson, 1962
- P. o. crocatus (Hartlaub, 1881)
- P. o. ocularis A. Smith, 1828
- P. o. suahelicus Neumann, 1905
- P. o. tenuirostris Traylor, 1964